# ISO 3166-2:PE
ISO 3166-2: PE là mục nhập cho Peru trong ISO 3166-2, một phần của tiêu chuẩn ISO 3166 tiêu chuẩn được công bố bởi Tổ chức tiêu chuẩn hóa quốc tế (ISO), trong đó xác định mã cho tên của hiệu trưởng phân (ví dụ, tỉnh hoặc tiểu bang) của tất cả các quốc gia được mã hóa theo ISO 3166-1.
Hiện tại đối với Peru, mã ISO 3166-2 được xác định cho 25 vùng và 1 đô thị. Các đô thị Metropolitan Lima chứa thủ đô của đất nước Lima và có tư cách đặc biệt bằng với khu vực.
Mỗi mã bao gồm hai phần, cách nhau bởi dấu gạch nối. Phần đầu tiên là PE, mã ISO 3166-1 alpha-2 của Peru. Phần thứ hai là ba chữ cái.

## Mã hiện tại
Tên phân khu được liệt kê như trong tiêu chuẩn ISO 3166-2 do Cơ quan bảo trì ISO 3166 (ISO 3166/MA) công bố.
Mã ISO 639-1 được sử dụng để thể hiện tên phân mục trong các ngôn ngữ quản trị sau:
- (es): Tiếng Tây Ban Nha
- (qu): Tiếng Quechua
- (ay): Tiếng Aymara

Nhấp vào nút trong tiêu đề để sắp xếp từng cột.
| Mã     | Tên phân khu (es)                    | Tên phân khu (qu) | Tên phân khu (ay) | Phân ngành |
| ------ | ------------------------------------ | ----------------- | ----------------- | ---------- |
| PE-LMA | Municipalidad Metropolitana de Lima  | Lima llaqta suyu  | Lima hatun llaqta | đô thị     |
| PE-AMA | Amazonas                             | Amarumayu         | Amasunu           | khu vực    |
| PE-ANC | Ancash                               | Anqash            | Ankashu           | khu vực    |
| PE-APU | Apurímac                             | Apurimaq          | Apurimaq          | khu vực    |
| PE-ARE | Arequipa                             | Ariqipa           | Arikipa           | khu vực    |
| PE-AYA | Ayacucho                             | Ayakuchu          | Ayaquchu          | khu vực    |
| PE-CAJ | Cajamarca                            | Kashamarka        | Qajamarka         | khu vực    |
| PE-CUS | Cusco (biến thể địa phương là Cuzco) | Qusqu             | Kusku             | khu vực    |
| PE-CAL | El Callao                            | Qallaw            | Kallao            | khu vực    |
| PE-HUV | Huancavelica                         | Wankawillka       | Wankawelika       | khu vực    |
| PE-HUC | Huánuco                              | Wanuku            | Wanuku            | khu vực    |
| PE-ICA | Ica                                  | Ika               | Ika               | khu vực    |
| PE-JUN | Junín                                | Hunin             | Junin             | khu vực    |
| PE-LAL | La Libertad                          | Qispi kay         | La Libertad       | khu vực    |
| PE-LAM | Lambayeque                           | Lampalliqi        | Lambayeque        | khu vực    |
| PE-LIM | Lima                                 | Lima              | Lima              | khu vực    |
| PE-LOR | Loreto                               | Luritu            | Luritu            | khu vực    |
| PE-MDD | Madre de Dios                        | Mayutata          | Madre de Dios     | khu vực    |
| PE-MOQ | Moquegua                             | Muqiwa            | Moqwegwa          | khu vực    |
| PE-PAS | Pasco                                | Pasqu             | Pasqu             | khu vực    |
| PE-PIU | Piura                                | Piwra             | Piura             | khu vực    |
| PE-PUN | Puno                                 | Punu              | Puno              | khu vực    |
| PE-SAM | San Martín                           | San Martin        | San Martín        | khu vực    |
| PE-TAC | Tacna                                | Taqna             | Takna             | khu vực    |
| PE-TUM | Tumbes                               | Tumpis            | Tumbes            | khu vực    |
| PE-UCA | Ucayali                              | Ukayali           | Ukayali           | khu vực    |

## Thay đổi
Những thay đổi sau đây đối với mục đã được ISO 3166/MA công bố kể từ lần xuất bản đầu tiên của ISO 3166-2 vào năm 1998. ISO đã ngừng phát hành bản tin vào năm 2013.
| Bản tin                        | Ngày phát hành | Mô tả về sự thay đổi trong bản tin                                                         | Thay đổi mã/phân ngành                                             |
| ------------------------------ | -------------- | ------------------------------------------------------------------------------------------ | ------------------------------------------------------------------ |
| Newsletter II-2                | 2010-06-30     | Cập nhật cấu trúc và ngôn ngữ quản trị và cập nhật nguồn danh sách                         | Phân khu được thêm vào: PE-LMA Municipalidad Metropolitana de Lima |
| Online Browsing Platform (OBP) | 2014-11-03     | Thay đổi danh mục Phân khu từ sở và tỉnh hiến pháp thành khu vực; cập nhật danh sách nguồn |                                                                    |